# L'Isle-sur-Serein
L'Isle-sur-Serein é uma comuna francesa na região administrativa de Borgonha-Franco-Condado, no departamento de Yonne. Estende-se por uma área de 4,44 km². Em 2010 a comuna tinha 675 habitantes (densidade: 152 hab./km²).